# Храм Святого Тихона Задонського (Гуляйполе)
Церква Святого Тихона Задонського — чинна церква у місті Гуляйполе Пологівського району Запорізької області. Парафія належить до Бердянської єпархії Української православної церкви Московського патріархату. Зазнала суттєвих пошкоджень під час повномасштабного військового вторгнення російської армії у березні 2022 року.

## Історія
У радянські часи церкви у Гуляйполі були зруйновані. Так, наприклад, церкву Святої Трійці, збудовану наприкінці XIX століття, у 1935 році знищили комуністи, заклавши вибухівку.
Початок відродження церкви у місті розпочався у 1986 році, коли утворилася церковна громада, яка вимагала від влади передати їй під церкву приміщення краєзнавчого музею, бо молитовний будинок на околиці міста, споруджений колгоспом імені Карла Маркса, був малий і затісний. З жовтня 1991 року районна рада дозволила церковній раді будівництво церкви в районі ко лишнього вантажного АТП № 2 (площа Петровського, 20). 22 листопада 1991 року райвиконком звернувся до керівництва інституту «Укрпроектреставрація» з проханням розробити проєкти будівництва нової церкви в місті Гуляйполі, благоустрою на території колишнього № 2, та капітального ремонту двох приміщень, що належали автопарку, з метою їх використання в культовому комплексі.
Церква Святого Тихона Задонського була відкрита для парафіян напередодні Великодня 1993 року.
8 березня 2022 року в пресслужбі Бердянської єпархії повідомили, що церква зазнала руйнувань від обстрілів. Зруйновано зовнішню частину будівлі, є пошкодження всередині храму, загалом парафії Тихонівського храму завдано серйозних збитків. Також постраждали й інші будівлі поблизу храму.